# Codepage 949
| 0874  | Thai                          |
| 0932  | Japanisch                     |
| 0936  | Vereinfachtes Chinesisch      |
| 0949  | Koreanisch                    |
| 0950  | Traditionelles Chinesisch     |
| 1200  | Unicode UTF-16, little endian |
| 1201  | Unicode UTF-16, big endian    |
| 1250  | Mitteleuropäisch              |
| 1251  | Kyrillisch                    |
| 1252  | Westeuropäisch                |
| 1253  | Griechisch                    |
| 1254  | Türkisch                      |
| 1255  | Hebräisch                     |
| 1256  | Arabisch                      |
| 1257  | Baltisch                      |
| 1258  | Vietnamesisch                 |
| 12000 | Unicode UTF-32, little endian |
| 12001 | Unicode UTF-32, big endian    |
| 65000 | Unicode UTF-7                 |
| 65001 | Unicode UTF-8                 |

 Die Codepage 949 (koreanisch 코드페이지 949, Alternativbezeichnung Vereinigter Hangeul-Code (koreanisch 통합형 한글 코드, englisch Unified Hangul Code (UHC)), teilw. auch Erweitertes Wansung (englisch Extended Wansung)) ist eine Zeichenkodierung des Windows-Betriebssystems, die mit Windows 95 eingeführt wurde. Sie ist abwärtskompatibel mit EUC-KR und vereinigt die beiden koreanischen Zeichensätze Wansung (KS X 1001) und Johab.
Für Korea gab es zwei verschiedene Zeichensätze: der Wansung-Zeichensatz (koreanisch 완성), der nur die Hangul-Silbenblöcke kodiert, die in der koreanischen Sprache verwendet werden (2.350), und der Johab-Zeichensatz, der alle möglichen Hangul-Silbenblöcke kodiert, auch die, die nicht in der koreanischen Sprache vorkommen (insgesamt 11.172). Die Codepage 949 belegt 8822 freie Codepunkte des Wansung-Zeichensatzes mit den zusätzlichen Hangul-Silbenblöcken des Johab-Zeichensatzes.
Die Codepage 949 ist genau wie EUC-KR eine variable 16-Bit-Kodierung, d. h. ein Zeichen kann entweder ein oder zwei Byte groß sein. Die Zeichen im Bereich 0x00-0x7F sind identisch mit KS X 1003 und bestehen aus nur einem Byte. Die Zeichen im Bereich 0x81-0xFE hingegen bestehen aus zwei Bytes, im Gegensatz zu EUC-KR kann sich das nachfolgende Byte jedoch auch im Bereich von 0x41-0x7A befinden.
Seit Windows XP wird auch die ursprüngliche Kodierung EUC-KR als Codepage 51949 angeboten.